# Kurt-Schumacher-Platz (metrostation)
Kurt-Schumacher-Platz is een station van de metro van Berlijn, gelegen nabij het gelijknamige plein in het Berlijnse stadsdeel Reinickendorf. Het metrostation werd geopend op 3 mei 1956 als onderdeel van het eerste naoorlogse uitbreidingsproject van de Berlijnse metro en wordt bediend door lijn U6. Station Kurt-Schumacher-Platz is een van de overstappunten tussen de metro en bussen naar de luchthaven Tegel, die geen rechtstreekse metroaansluiting heeft.
Reeds tijdens de bouw van de Nord-Süd-U-Bahn, de huidige U6, in de jaren 1920 bestonden er plannen de lijn in het noorden door te trekken richting Tegel. In 1929 begon men ten noorden van het toenmalige eindpunt Seestraße met de bouw van een tunnel ter voorbereiding op deze verlenging, maar vanwege de economische crisis kwamen de werkzaamheden al snel stil te liggen. Na de Tweede Wereldoorlog werden de plannen weer actueel. In West-Berlijn voorzag men een grootschalige uitbreiding van het metronet en men besloot de noordelijke verlenging van lijn C (U6) als eerste te realiseren. De bouw van het 6,9 kilometer lange traject naar het centrum van Tegel begon in oktober 1953. Op 3 mei 1956 kwam de eerste etappe van de verlenging in gebruik tot station Kurt-Schumacher-Platz. Het station zou echter niet lang het eindpunt blijven: op 31 mei 1958 werd lijn C doorgetrokken naar het huidige eindstation Alt-Tegel. Om de kosten te drukken werd het noordelijke deel van de lijn grotendeels op een spoordijk aangelegd. Meteen ten westen van station Kurt-Schumacher-Platz beginnen de sporen dan ook te stijgen, om na ongeveer 200 meter boven de grond te komen. De keersporen van het station, aangelegd voor de periode dat Kurt-Schumacher-Platz eindstation was, lopen door tot voorbij het tunnelportaal en liggen in een glazen tunnel tussen de zich reeds in de open lucht bevindende doorgaande sporen richting Tegel.
Station Kurt-Schumacher-Platz werd net als de overige stations op het noordelijke deel van de U6 ontworpen door architect Bruno Grimmek. Het station is met zijn geknikte, licht welvende dak, en met ivoorkleurige tegels beklede wanden een typisch voorbeeld van Grimmeks stijl, die ook op het oudste deel van de U9 goed vertegenwoordigd is. Afwijkend van het standaardontwerp zijn de zuilen, die niet zeshoekig, maar ovaal zijn en in plaats van glasmozaïek een bekleding van groene natuursteen hebben.
In het midden van het eilandperron leiden trappen naar een tussenverdieping met uitgangen aan weerszijden van de Kurt-Schumacher-Damm. Uiteindelijk moeten alle Berlijnse metrostations voorzien zijn van een lift. In station Kurt-Schumacher-Platz zal de inbouw van een lift volgens de prioriteitenlijst van de Berlijnse Senaat nog voor 2010 plaatsvinden.